# Michael Imperioli
James Michael Imperioli (Mount Vernon, Nueva York; 26 de marzo de 1966), conocido como Michael Imperioli, es un actor estadounidense. Es conocido por el papel de Christopher Moltisanti en Los Soprano, serie por la cual ganó el premio Emmy como mejor actor de reparto en una serie dramática en 2004. También interpretó al detective suplente Nick Falco en la serie dramática Law & Order. Entre 2008 y 2009 se lo pudo ver en el rol del Detective Ray Carling en la versión estadounidense de Life on Mars. Además, protagonizó la serie policiaca Detroit 1-8-7, interpretando al Detective Louis Fitch, hasta que fue cancelada. También escribió algunos episodios de Los Soprano.

## Primeros años
Imperioli, de ascendencia italiana, nació en Mount Vernon, Nueva York, hijo de Dan Imperioli, un conductor de autobús y actor amateur. Durante su juventud asistió a la escuela St. Catherine's en Ringwood, Nueva Jersey.

## Carrera
Imperioli ha sido nominado una vez al premio Globo de Oro y cinco veces al premio Emmy por su interpretación de Christopher Moltisanti en Los Soprano, de las cuales ganó una, por la quinta temporada en 2004.
Además de su papel en Los Soprano, Imperioli ha trabajado en el cine en películas como Goodfellas, Jungle Fever, Bad Boys, The Basketball Diaries, Clockers, Dead Presidents, Lean on Me, Yo disparé a Andy Warhol, Last Man Standing, El espantatiburones, High Roller: The Stu Ungar Story y Summer of Sam, la cual también coescribió y coprodujo. También escribió algunos episodios de Los Soprano.
Es director artístico de Studio Dante, un teatro off-Broadway de Nueva York, creado junto a su esposa, Victoria. Además es el líder de Zopa, una banda de rock en la que canta y toca la guitarra.
En 2010, Imperioli fue contratado para protagonizar la serie de ABC, Detroit 1-8-7.

## Vida privada
En 1995 se casó con Victoria Chlebowski. Viven en TriBeCa, Nueva York, y tienen tres hijos.

## Filmografía

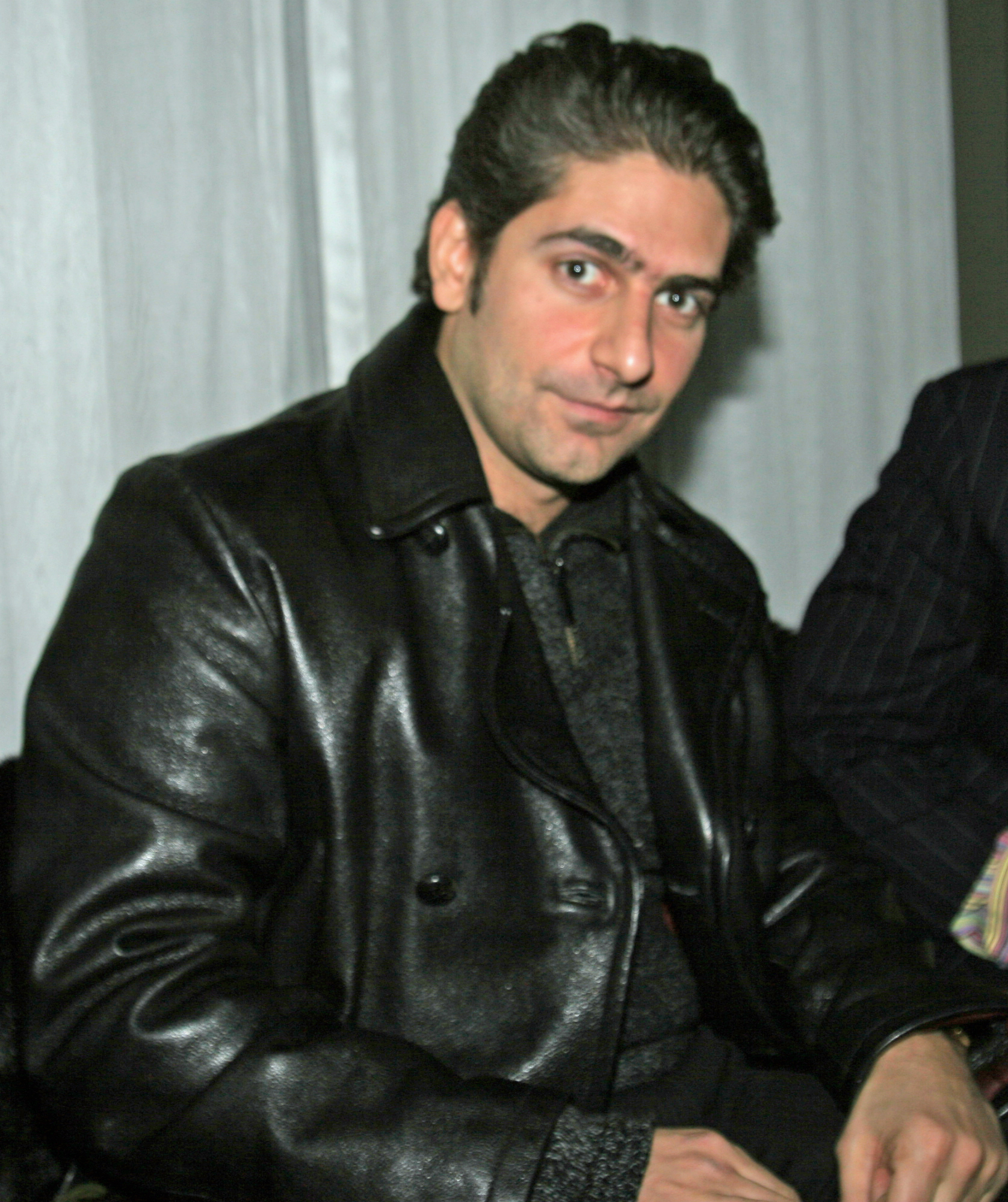
Imperioli en febrero de 2005

### Cine y televisión
- Lean on Me (1989) — George
- Goodfellas (1990) — Spider
- Jungle Fever (1991) — James Tucci
- Malcolm X (1992) — Reporter at Fire Bombing
- Fathers & Sons (1992) - Johnny
- Household Saints (1993) — Leonard Villanova
- Postcards from America (1994) — The Hustler
- Bad Boys (1995) — Jojo
- The Basketball Diaries (1995) — Bobby
- Clockers (1995) — Detective Jo-Jo
- Dead Presidents (1995) — D'ambrosio
- The Addiction (1995) — Missionary
- Sweet Nothing (1996) — Angel the crackhead family man
- Girl 6 (1996) — Scary Caller #30
- Yo disparé a Andy Warhol (1996) — Ondine
- Last Man Standing (1996) — Giorgio Carmonte
- Trees Lounge (1996) - George
- A River Made to Drown In (1997) — Allen Hayden
- "Witness To The Mob" (1998) - Louie Milito
- Los Soprano (1999–2007) — Christopher Moltisanti
- Summer of Sam (1999) — Midnight
- Love in the Time of Money (2002) - Will
- High Roller: The Stu Ungar Story (2003) — Stu Ungar
- My Baby's Daddy (2004) — Dominic
- El espantatiburones (2004) — Frankie (voz)
- The Five People You Meet in Heaven (TV) (2004) — Captain
- Law & Order (2005) — Nick Falco
- Los Simpson: "The Mook, the Chef, the Wife and Her Homer" (2006) — Dante Calabresi Jr. (voz)
- The Inner Life of Martin Frost (2007) - Jim Fortunato
- The Lovebirds (2007) - Vincent
- For One More Day (2007) - Charley (Chick) Benetto
- Stóra Planið (2008) - Alexander
- Life on Mars (2008–2009) - Ray Carling
- The Lovely Bones (2009) - Len Fenerman
- Mercy (2010) - Harold Pindus
- Detroit 1-8-7 (2010) - Det. Louis Fitch
- Stuck Between Stations (2011) - David
- Foreclosure (2011)
- The Call (2013) - Alan Denado
- Oldboy (2013) Chucky
- Californication (temporada 7; 2014) - Rick Rath
- Cantinflas (2014) - Michael Todd
- Lucifer (temporada 2; 2016-2017) - Uriel
- Hawaii Five-0 (2015-2016) - Odell Martin
- The Last Full Measure (2019) - Jay Ford[5]
- The White Lotus (2022) - Dominic Di Grasso